# Armando Giralt Iduarte
Armando Giralt Iduarte   (l'Havana, 30 de juny de 1885 - Madrid, 21 d'abril de 1948) fou un futbolista hispano-cubà de la dècada de 1900.

## Trajectòria
Va néixer a Cuba dins d'una família burgesa, quan aquest territori pertanyia a la corona espanyola. De jove es traslladà a Madrid.
Començà a practicar el futbol al club Societat Sky Foot-ball, passant el 1900 a formar part del Madrid Foot-Ball Club. Va jugar la final de Copa de 1903, que perdé davant l'Athletic Club de Bilbao. Aquest 1903, ell i alguns companys abandonaren el Madrid i fundà el Club Español de Madrid. Retornà al Madrid, on guanyà les Copes d'Espanya de 1906 i 1907, any aquest darrer en que tornà a abandonar el club per ingressar novament al Club Español, on jugà fins a 1910, i disputà una nova final de Copa perduda davant el Club Ciclista de San Sebastián.
El 1911 marxà a Barcelona per jugar amb el CD Espanyol, on jugà dues temporades, on guanyà un Campionat de Catalunya i disputà una nova final de Copa el 1911.
Els seus germans José i Mario, també foren futbolistes.

## Palmarès
- Copa espanyola:
  - 1906, 1907
- Campionat de Catalunya de futbol:
  - 1911-12